# Liorhina splendida
Liorhina splendida är en insektsart som beskrevs av Hamilton 1980. Liorhina splendida ingår i släktet Liorhina och familjen spottstritar. Inga underarter finns listade i Catalogue of Life.